# 永野正展
永野 正展（ながの まさのぶ）は、日本の土木工学/社会環境工学者、起業家。工学博士。高知工科大学名誉教授・元地域連携機構地域連携センター長・社会マネジメント研究所教授。高知工科大学発ベンチャー企業「グリーン・エネルギー研究所」取締役会長および相愛会長。全国地質調査業協会連合会元理事。地盤安心住宅整備支援機構元監事。大阪工業大学学園校友会高知支部2009会長。黄綬褒章受章。
専門は、土木工学・地盤工学・土質工学（特に地質調査)。地すべり学・地盤環境工学、社会環境工学・社会システム工学、技術経営・経営システム・プロジェクトマネジメント。

## 略歴
1971年大阪工業大学工学部土木工学科卒業。その間、在学時に地質調査事業を行うベンチャー企業を起業（のちに撤退）。その後、ファミリー企業の専務として建設コンサルタント・技術マネジメント業務に従事。2001年高知工科大学客員教授に就任し、翌年、工学博士。同大学大学院起業家コース・経営マネジメント講座などで特任教授として教鞭を執る。2005年同大学社会マネジメント研究所教授。2014年同大学地域連携機構地域連携センター長。同年、春の叙勲にて黄綬褒章を受章。2021年高知工科大学名誉教授。
主な所属学会は、土木学会、地すべり学会、日本環境共生学会、開発技術学会、日本ビジネスモデル学会、組織学会など。主な受賞は、国土交通大臣表彰建設事業関係功労(2011)、環境共生学会活動賞(2021)。主な著書は、社長のロマンは社員のフマン（単著、飛鳥出版室1999年)。

## 主な研究
- 森林資源のエネルギー化技術による地方の自立・持続可能な地域経営システムの構築[6]
- エネルギーの地産地消による地域経済活性化 〜 木質バイオマス発電事業：宿毛バイオマス発電所
- 木質ペレット燃料事業についての研究
- 高知発グリーンエネルギー化モデルの構築と実践
- 行政経営におけるアウトソーシングの評価・意思決定方法のシステム

循環型社会への環境共生の啓蒙活動として、四国地方の環境保全活動に従事する「四国環境パートナーシップオフィス」への参加、高知県内の小中学校・公共施設内に50本の井戸を掘る寄付活動「ホルゼ 50」（相愛協賛）に協力している。